# Oliver Klaus
Oliver Klaus (* 4. Mai 1990 in Basel) ist ein Schweizer ehemaliger Fussballtorhüter. Seit Oktober 2022 ist er sportlicher Leiter des USV Eschen-Mauren.

## Karriere
Seine Jugendkarriere durchlief Klaus beim FC Gelterkinden und später beim FC Basel. Zur Saison 2009/10 wurde er als dritter Torhüter in die erste Mannschaft des FC Basel aufgenommen und rückte nach der Verletzung des Stammtorhüters Franco Costanzo als zweiter Torhüter nach. Er kam jedoch in dieser Zeit zu keinem Einsatz.
Im Sommer 2010 wechselte er zu Yverdon-Sport FC und gab dort am 1. Spieltag, dem 23. Juli 2010, bei der Auswärtsniederlage gegen den SC Kriens sein Debüt. Er bestritt, mit Ausnahme eines Spieles, die gesamte Hinrunde der Challenge League, wurde jedoch aufgrund eines Trainerwechsels in der Rückrunde durch Anthony Basso ersetzt. Nach nur einer Saison wechselte er schliesslich zum FC Vaduz, wo er ab der zweiten Saison regelmässig zum Einsatz kam, später aber hinter Peter Jehle zum zweiten Torhüter wurde. Im Mai 2016 gab der Verein bekannt, dass der Vertrag mit Klaus nicht verlängert und er den Verein verlassen werde. Im August 2016 unterzeichnete er beim BSC Old Boys Basel einen Einjahresvertrag. Danach wechselte er zum FC Balzers. Ende 2019 beendete er aus beruflichen Gründen seine Karriere als Profifussballer.
Er spielte weiter, nun als Stürmer, Fussball bei der 3. Mannschaft des FC Vaduz, die 2021/22 den Aufstieg in die 4. Liga schaffte. In der Rückrunde der Saison 2021/22 gab er nochmals ein Comeback als Torhüter beim FC Balzers, weil sich dort Thomas Hobi verletzt hatte. Im Oktober 2022 wurde er sportlicher Leiter des Erstligisten USV Eschen-Mauren.

## Titel und Erfolge
FC Vaduz
- Liechtensteiner Cupsieger: 2013, 2014, 2015, 2016